# Omar Abada
Omar Abada, né le 20 avril 1993 à Tunis, est un basketteur tunisien.

## Carrière
Formé à l'Étoile sportive de Radès, il évolue au poste de meneur.
Il participe avec l'équipe de Tunisie au championnat d'Afrique 2015, au tournoi qualificatif pour les Jeux olympiques d'été de 2016 et à la coupe du monde 2019. Il remporte le championnat d'Afrique 2017 contre le Nigeria (77-65) et le championnat d'Afrique 2021 contre la Côte d'Ivoire (78-75) en finale.
En décembre 2012, il participe avec l'Étoile sportive de Radès au championnat maghrébin des clubs et perd la finale contre l'Union sportive monastirienne (56-58).
Durant la 29e édition de la coupe d’Afrique des clubs champions, il prend la deuxième place avec son équipe après avoir perdu la finale (68-86) contre le Recreativo do Libolo à Tunis. Il est alors le deuxième meilleur passeur de la compétition avec 6,3 passes décisives en moyenne par match. Durant la 30e édition, son équipe n'obtient que la cinquième place à l'issue d'une rencontre contre le Gezira SC (78-73).
Il remporte ensuite le titre de meilleur meneur et de meilleur joueur tunisien du championnat lors de la saison 2016-2017.
En décembre 2017, il participe avec l'Étoile sportive de Radès à la coupe d'Afrique des clubs champions à Radès. Il prend la deuxième place avec son équipe après avoir perdu la finale contre l'Association sportive de Salé (69-77). Nommé dans le cinq majeur et meilleur meneur du tournoi, il est le deuxième meilleur passeur avec 6,3 passes décisives en moyenne par match. En janvier 2018, il remporte le tournoi international de Dubaï avec le même club après avoir battu le Club Sagesse (78-77) en demi-finale et le Homenetmen Beyrouth en finale (75-73).
Durant le championnat arabe des clubs champions en octobre 2019, il prend la troisième place de ce tournoi avec l'Union sportive monastirienne après avoir perdu en demi-finale (79-86) contre Al Ittihad Alexandria et remporté le match pour la troisième place (77-74) contre l'Association sportive de Salé.
En février 2022, il perd la finale du championnat arabe des nations contre le Liban (69-72) aux Émirats arabes unis. Il est désigné dans le cinq majeur et comme meilleur meneur du tournoi.
Le 2 avril 2022, il perd la finale de la coupe d'Arabie saoudite contre Al-Hilal (en) de Riyad (72-90).
En septembre 2023, il rejoint Al Ahly pour la coupe intercontinentale 2023 à Singapour et la coupe arabe des clubs champions à Doha. Lui et son équipe prend la quatrième place après avoir perdu en demi-finale (78-85) contre l'Association sportive de Salé et le match pour la troisième place (84-87) contre Al Kuwait (en).
Le 16 octobre 2023, il signe pour deux ans au Club africain.

## Clubs
- 2010-2018 : Étoile sportive de Radès (Tunisie)
- 2018-2019 : Saint-Chamond Basket (France)
- 2019-2021 : Union sportive monastirienne (Tunisie)
- 2022 : Al Wahda Damas (en)[10] (Syrie)
- 2023 : ABC Figthers[11] (Côte d'Ivoire)
- 2023 : Al-Jaish (en) (Syrie)
- 2021-2023 : Al-Ittihad (Arabie saoudite)
  - 2023 : Al Ahly Sporting Club[12] (Égypte)
- depuis 2023 : Club africain (Tunisie)
- 2025 : FUS de Rabat[13] (Maroc)

## Palmarès

### Clubs
- Champion de Tunisie : 2017, 2018, 2020, 2021, 2025
- Coupe de Tunisie : 2017, 2018, 2020, 2021, 2024
- Super Coupe de Tunisie : 2023
- Coupe de Syrie : 2023
- Médaille d'argent à la coupe d’Afrique des clubs champions 2014 ( Tunisie)
- Médaille d'argent à la coupe d’Afrique des clubs champions 2017 ( Tunisie)
- Médaille d'argent à la Ligue africaine 2021 ( Rwanda)
- Médaille de bronze à la coupe arabe des clubs champions 2019 ( Maroc)

### Sélection nationale

#### Championnat d'Afrique
- Médaille d'or au championnat d'Afrique 2021 ( Rwanda)
- Médaille d'or au championnat d'Afrique 2017 ( Tunisie)
- Médaille de bronze au championnat d'Afrique 2015 ( Tunisie)

#### Championnat arabe des nations
- Médaille d'argent au championnat arabe des nations 2022 ( Émirats arabes unis) et 2025 ( Bahreïn)
- Médaille de bronze au championnat arabe des nations 2023 ( Égypte)

#### Jeux méditerranéens
- Médaille de bronze aux Jeux méditerranéens de 2013 ( Turquie)

### Distinctions personnelles
- Meilleur meneur du championnat de Tunisie lors des saisons 2016-2017, 2017-2018, 2019-2020 et 2023-2024
- Meilleur joueur tunisien du championnat de Tunisie lors de la saison 2016-2017
- Meilleur joueur de la finale de la coupe de Tunisie 2019-2020
- Meilleur meneur de la finale des coupes de Tunisie 2020-2021[14] et 2024-2025
- Nommé dans le cinq majeur et meilleur meneur de la coupe d'Afrique des clubs champions 2017
- Nommé dans le cinq majeur et meilleur meneur du championnat d'Afrique 2021[15]
- Nommé dans le cinq majeur et meilleur meneur du championnat arabe des nations 2022
- Nommé pour la deuxième équipe du championnat d'Arabie saoudite 2021-2022[16] et 2022-2023[17]
- Meilleur joueur du championnat arabe des nations 2023
- Nommé dans le cinq majeur et meilleur meneur de la Super Coupe de Tunisie 2024